# Ambrosius Profe
Ambrosius Profe (Breslau, Wrocław en polonès, 1589 - 1661) fou un compositor alemany. Estudià teologia a Wittenberg, i fou cantor luterà a Jauer i organista de l'església de Santa Isabel de Breslau. Compongué Geistliche Concerte und Harmonien de 1 a 7 veus (Leipzig, 1641); Corollarium geistlicher Colectanearum (Leipzig, 1649); i una col·lecció de villancets, Genethliaca (1646).